# Грбови рејона Новгородске области
Грбови рејона Новгородске области обухвата галерију грбова административних јединица руске области — Новгородске области, са статусом градских округа и рејона, те њихове историјске грбове (уколико их има).
Већина грбова настала је након успостављања Руске Федерације и Новгородске области, као њеног саставног субјекта.

## Грбови округа и рејона
- A — Грб града 
 Боровичи
- B — Грб града 
 Стараја Руса
- C — Грб града 
 Велики Новгород
- 1 — Грб рејона 
 Батечки
- 2 — Грб рејона 
 Боровички
- 3 — Грб рејона 
 Холмски
- 4 — Грб рејона 
 Хвојнански
- 5 — Грб рејона 
 Демјански
- 6 — Грб рејона 
 Крестечки
- 7 — Грб рејона 
 Љубитински
- 8 — Грб рејона 
 Маловишерски
- 9 — Грб рејона 
 Марјовски
- 10 — Грб рејона 
 Мошенски
- 11 — Грб рејона 
 Новгородски
- 12 — Грб рејона 
 Окуловски
- 13 — Грб рејона 
 Парфински
- 14 — Грб рејона 
 Пјестовски
- 15 — Грб рејона 
 Подорски
- 16 — Грб рејона 
 Шимски
- 17 — Грб рејона 
 Сољчански
- 18 — Грб рејона 
 Староруски
- 19 — Грб рејона 
 Чудовски
- 20 — Грб рејона 
 Валдајски
- 21 — Грб рејона 
 Волотовски